# Hein van de Poel

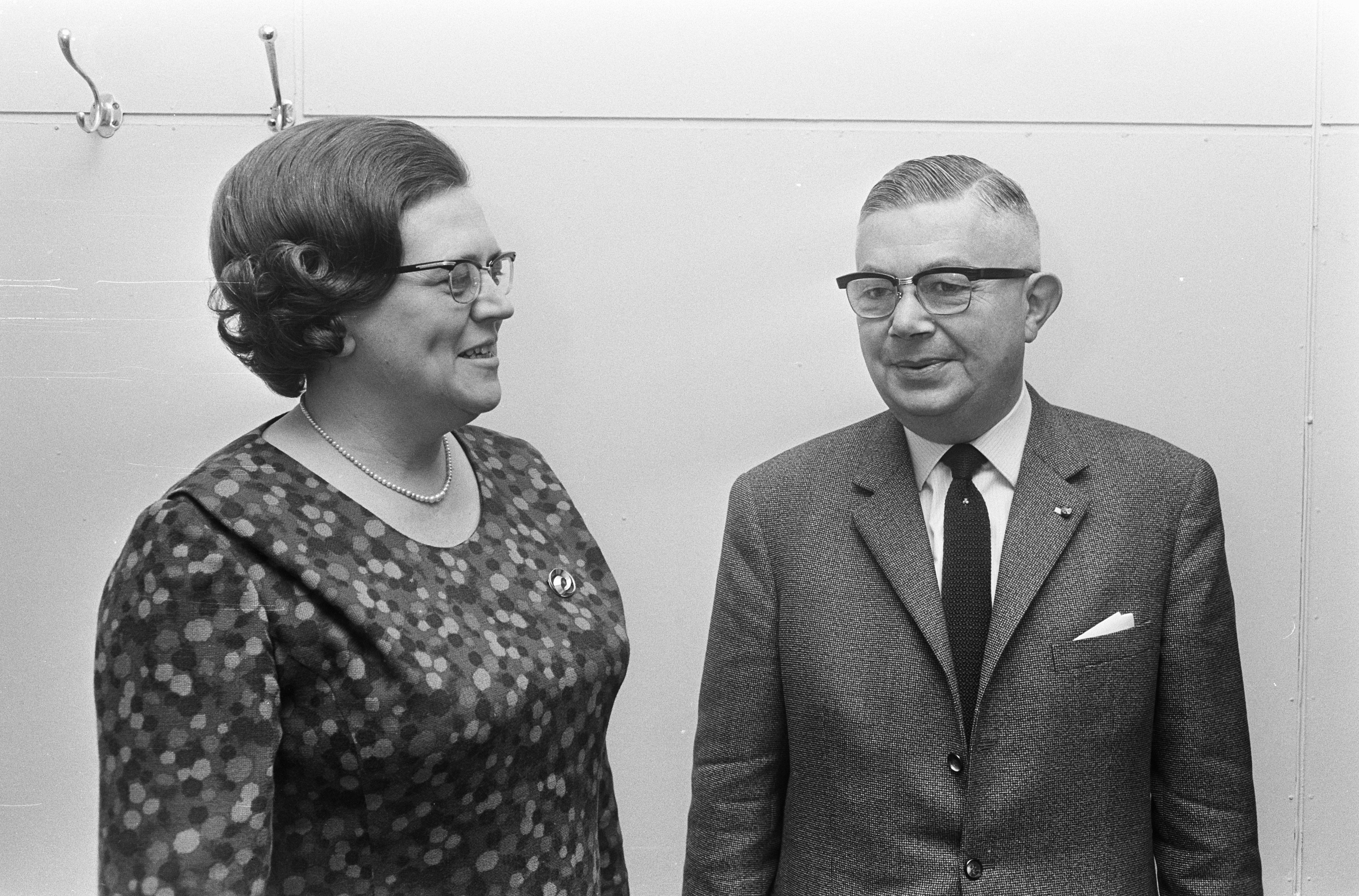
Hein van de Poel mit der langjährigen Bürgermeisterin von Geldermalsen, Mieke van der Wall-Duyvendak (1967)

Hendrik „Hein“ Johannes van de Poel (* 23. Juli 1915 in Middelburg, Provinz Zeeland; † 22. Februar 1993 in Den Haag) war ein niederländischer Politiker der Katholieke Volkspartij (KVP), der unter anderem Staatssekretär sowie Bürgermeister von Ter Aar war.

## Leben
Van de Poel war nach dem Besuch der römisch-katholischen Hogere Burgerschool Aloysius College in Den Haag zwischen 1934 und 1938 beim Arbeitsamt Den Haag tätig und während des Zweiten Weltkrieges bei der Verwaltung der Gemeindeapotheke von Den Haag. Nach Kriegsende arbeitete er von 1945 bis 1950 in der Sozialabteilung von Den Haag und studierte daneben bis 1947 Rechtswissenschaften an der Katholieke Universiteit Nijmegen.
Nachdem van de Poel von 1950 bis zum 1. Januar 1955 im Rang eines Referendaris C Leiter der Sozialabteilung von Den Haag war, fungierte er zwischen dem 1. Januar 1955 bis zum 1. Januar 1965 als Sekretär und Mitglied des Pensionsrates und war zeitgleich Vorsitzender des Außerordentlichen Pensionsrates. Für seine Verdienste wurde er am 29. April 1960 mit dem Offizierskreuz des Orden von Oranien-Nassau geehrt. Im Anschluss bekleidete er vom 1. Januar 1965 bis zum 29. Mai 1967 die Funktion des Hauptdirektors des Allgemeinen Bürgerlichen Pensionsfonds ABP (Algemeen Burgerlijk Pensioenfonds).
Am 18. April 1967 wurde van de Poel von Ministerpräsident Piet de Jong zum Staatssekretär für Jugend, Bevölkerungsentwicklung, Sport, Naturschutz, Freilufterholung, Beistand und außerordentliche Pensionen im Ministerium für Kultur, Erholung und soziale Arbeiten (Ministerie van Cultuur, Recreatie en Maatschappelijk Werk) ernannt und übte dieses Amt im Kabinett De Jong bis zum 6. Juli 1971 aus. Nach seinem Ausscheiden aus der Regierung wurde er für seine Verdienste am 17. Juli 1971 zudem mit dem Ritterkreuz des Orden vom Niederländischen Löwen ausgezeichnet.
Van de Poel wurde am 16. März 1972 Bürgermeister von Ter Aar und bekleidete diese Funktion bis zum 1. Oktober 1976. Zugleich fungierte er zwischen 1972 und dem 1. August 1980 als Vorsitzender des Aufsichtsrates des Algemeen Burgelijk Pensioenfonds.